# Månfas
| - 1. nymåne - 2. månskära, tilltagande - 3. halvmåne, tilltagande - 4. oval måne, tilltagande | - 5. fullmåne - 6. oval måne, avtagande - 7. halvmåne, avtagande - 8. månskära, avtagande |

Månfaser är de olika utseenden som månen har under loppet av en månad sett från jorden. Faserna har namn som nymåne, halvmåne och fullmåne.
Det tidsintervall som sträcker sig mellan nymåne och nästa nymåne kallas lunation.
Under en 19-årsperiod, som innehåller 7 år med närmare 13 lunationer och 12 år med närmare 12 lunationer, samordnas månaderna med månens växlingar, så att de till slut återkommer på samma sätt. Om månen är i en viss fas ett visst datum, så kommer den alltså att vara i (nästan) samma fas 19 år senare. Detta kallas Metons cykel (uppkallad efter den atenske astronomen Meton).
Orsaken till faserna är att månen rör sig så att solen belyser den på olika sidor under olika veckor, medan man från jorden bara ser en och samma sida hela tiden. När det är nymåne befinner sig månen och solen på samma sida av jorden, vilket gör att solen belyser månens baksida och samtidigt skuggar sidan som vetter mot jorden. Vid fullmåne inträffar det omvända, månen och solen befinner sig på olika sidor om jorden vilket gör att solen lyser på den sida av månen som är riktad mot jorden. Solen och månen vandrar ungefär samma väg över vår himmel, och dessutom nästan lika fort. Månen sackar dock efter lite varje dygn, och efter 29,5 dygn har solen varvat månen. Under denna tid genomlöper månen alla sina faser.

## Den stora kapplöpningen
När månen är nytänd med en tunn skära som i fig. 2 (bilden ovan), ligger den strax efter solen i vad som kan jämföras med en kapplöpning mot väst. Solen kommer då att gå ner strax före månen på kvällen. På morgonen förtar solen månens entré genom att gå före och ge himlen så mycket ljus så att månen nästan dränks när den väl dyker upp. Den nytända månen syns alltså bäst på kvällen.
Dagarna före och efter nymåne syns fenomenet jordsken. Jordens yta reflekterar en del av ljuset från solen mot månens yta, vilket gör att hela månskivan är synlig fast bara en skära är upplyst av solen.
Ju mer månen halkar efter solen i kapplöpningen, desto mer av solljuset faller på den del av månen som kan ses från jorden. Den ökande eftersläpningen gör också att månen syns under en allt större del av kvällen och natten innan den går ner. En vecka efter nymåne är månen halv, och efter två veckor (lite drygt) är det fullmåne. Då är sol och måne så långt ifrån varandra som de kan komma, och då ligger alltså månen, jorden och solen längs en rät linje med jorden i mitten. Det betyder att månen går upp när solen går ner, och att den är uppe hela natten. Det är nu som det ibland kan bli månförmörkelse.
En vecka efter fullmåne har solen knappat in så mycket på månen att den åter blivit halv. Nu är det månen som ligger före solen. Den syns inte längre på kvällen, för då har den sedan länge gått ner, men väl på efternatten och i gryningen. Efter sista veckan kommer solen ikapp och de spurtar tillsammans. Månen är då bara belyst på den sida som vi inte kan se och verkar därför vara försvunnen. Då ligger alltså jorden, månen och solen längs en rät linje med månen i mitten. I sällsynta fall kan månen nu passera precis över solskivan och åstadkomma en solförmörkelse.

## Månens form på olika breddgrader

Animation av månens utseende under alla dess faser, sett från norra halvklotet. Det skenbara "svajandet" i månens rörelsemönster kallas libration.

För betraktare på norra halvklotet är månen alltid böjd som ett kommatecken när den är kommande, och avtagande när den ser ut som bokstaven C, av franska ordet ceder = avtaga.
På södra halvklotet kan man säga att folk "står upp och ner". Därför ser de också månen upp och ner och behöver motsatta minnesregler för att avgöra om den är i tilltagande eller avtagande. Vid ekvatorn ligger månen alltid ner som en vagga på natthimlen och avslöjar alltså inte med sin form om den tänker tillta eller avta.
Månen tycks alltså ha lite annorlunda faser vid ekvatorn; vagga kallas den när månen har spetsarna uppåt, och motsatta fasen kallas brygga då spetsarna pekar neråt.
En minnesregel som fungerar även vid ekvatorn och på södra halvklotet är att om månskäran syns på kvällen strax efter solnedgången är månen tilltagande, syns skäran däremot på morgonen strax före soluppgången är månen avtagande.

## Månen och månaderna
Månen rör sig runt jorden på 29,5 dagar, och vid en almanacka anpassad till detta hade månaderna inte gått jämnt ut på året, utan samma månad hade börjat tidigare och tidigare för varje år. Månaderna i den kristna kalendern har dock anpassats för att komma i takt med årsrytmen.
De judiska och muslimska kalendrarna styrs däremot av månen: en ny månad börjar alltid vid nytändning, då man för första gången ser månskäran efter nymåne. Fullmånen inträffar därför alltid mitt i månaden i dessa kalendrar. Den muslimska kalendern har alltid 12 sådana månader på ett år, och därför är det muslimska året bara 354 dygn, 11 dygn kortare än solåret, och därför "vandrar" det muslimska året hela tiden – efter 33 av solåren är det muslimska året åter ungefär i fas med solåret. Det judiska året förblir däremot ungefär i fas med solåret genom att man i den judiska kalendern skjuter in en 13:e skottmånad sju gånger per 19 år.

## Fasernas namn
Fullmåne är när hela månens skiva är belyst av solen. 
Halvmåne när halva månens skiva är belyst av solen, detta sker två gånger på ett månvarv, och kallas ibland även första kvarteret och sista kvarteret.
Nymåne är den fas där månen är helt mörk. En del använder detta ord även för den första tunna månskära man ser strax efter den har varit helt mörk. Den har annars bland astronomer fått benämningen danjonmåne.

## Månens kvarter
Månens faser indelas ibland också i första, andra, tredje och fjärde kvarteret. Man ser ofta den tilltagande halvmånen benämnd halvmåne i första kvarteret och den avtagande halvmånen halvmåne i tredje kvarteret, men även halvmåne i sista kvarteret.
Enligt Nationalencyklopedins ordbok utgör varje kvarter "endera av månens fyra huvudfaser: månen är i första kvarteret då den är halv en vecka efter nymåne och i sista kvarteret då den är halv tre veckor efter nymåne".
Följande definition av kvarter påträffas ibland:
- Första kvarteret: Från mörk måne till halvmåne
- Andra kvarteret: Från halvmåne till fullmåne
- Tredje kvarteret: Från fullmåne till halvmåne
- Fjärde kvarteret: Från halvmåne till mörk måne

Denna definition ger en indelning av månaden som mycket liknar timmens indelning i kvartar, där heltimmen är övergången mellan två kvartar och inte mittpunkten i någon kvart.

## Månens faser inom folktro, symbolik och dylikt
I åtskilliga böcker beskrivs sammanhanget mellan månens faser och  människors olika levnadssituationer. Det har ansetts att månfaserna inverkar på sömnen, på mängden olyckor som inträffar, komplikationer vid operationer och förlossningar och till och med påverkan på hårväxten. Sådana påståenden har kunnat avvisas som falska genom vetenskapliga studier.